# Eumegethes petroffi
Eumegethes petroffi là một loài bướm đêm trong họ Geometridae.